# Дом А. Степановой
Дом А. Степановой — утраченное историческое здание в центре Нижнего Новгорода. Построено в 1842—1847 годах. Автор первоначального проекта — первый городской архитектор Нижнего Новгорода Г. И. Кизеветтер. 
Здание, ранее располагавшееся по адресу улица Алексеевская, дом № 4 (позже в составе здания № 6/16), в историческом центре Нижнего Новгорода, не охранялось государством, хотя относилось исследователями к памятникам истории и архитектуры города.

## История
В начале XIX века на участке около Дмитриевской площади стоял деревянный дом со службами, однако по плану 1839 года на главных улицах требовалось возводить исключительно каменные дома. Владелица земли, титулярная советница Анна Степанова заказала архитектору Г. И. Кизеветтеру проект каменного 2-этажного дома, который был высочайше утверждён 3 мая 1842 года. Предполагалось использовать здание как постоялый двор, поэтому в первом этаже размещались пять лавок, во втором — апартаменты хозяйки и две комнатки для сдачи в аренду.
Степанова была стеснена в средствах, вследствие дом долго оставался неотделанным. В конце 1846 года она обратилась к помощнику губернского архитектора И. И. Пантусову с просьбой составить новый проект уже с третьим антресольным этажом во двор, но с сохранением изначального главного фасада. Проект был утверждён в Санкт-Петербурге 14 февраля 1847 года. На следующий год строительство было закончено.
Изначально всход на второй этаж располагался справа, но после возведения в конце 60-х годов XIX века по соседству гостиницы С. Бубнова, его перенесли налево, в сохранившийся двухэтажный пристрой. В изначальном архитектурно-художественном решении дом представлял собой интересный образец застройки Нижнего Новгорода середины XIX века, времени расцвета Нижегородской ярмарки.          
На 2013 год здание входило в единый ансамбль сплошного фасада улицы вместе с домом С. С. Бубнова (Областной дом крестьянина) и домами Халезова. В 2014 году собственник зданий нижегородский отельер Дмитрий Володин снёс все исторические строения на участке, для строительства на их месте гостиницы. 